# Coffin-Bay-Nationalpark
Der Coffin-Bay-Nationalpark ist ein 310 km² großer Nationalpark im Süden der zum Bundesstaat South Australia gehörenden Eyre-Halbinsel Australiens. Der Parkeingang befindet sich nahe dem Ort Coffin Bay, 50 Kilometer westlich von Port Lincoln und circa 300 Kilometer Luftlinie westlich von Adelaide. Der 1982 gegründete Park schützt ein „repräsentatives Beispiel einer facettenreichen Küstenlandschaft, deren Vielfalt von hohen, windgepeitschten Klippen über riesige Dünen bis hin zu Stränden mit tosendem Wellengang oder geschützten Sandbuchten reicht.“

## Geographie
Der Park umfasst das Gebiet zwischen dem Ort Coffin Bay und Gunyah Beach sowie die Coffin-Bay-Halbinsel, die sich ab Yangie Bay circa 25 Kilometer in nordwestliche Richtung in die Große Australische Bucht erstreckt. Hauptattraktion des erstgenannten Gebiets ist Point Avoid, der über eine asphaltierte Straße erreicht werden kann. Weiter östlich befinden sich der Almonta- und Gunyah-Strand, an denen man surfen kann. Riffe erstrecken sich von Point Avoid nach Golden Island und weiter Richtung Price Island. Außerdem führt die Straße zur Yangie Bay am südlichen Ende der Halbinsel, wo es eine größere Campstelle gibt. Die Zufahrtswege zum nördlichen Teil der Halbinsel sind nur mit Allradfahrzeugen befahrbar. Auf diesen fährt man die nordöstliche Seite der Halbinsel entlang, am Lake Damascus und dem markanten Point Longnose vorbei bis zum Point Sir Isaac, der nördlichsten Spitze der Halbinsel. Der südliche Teil der Halbinselspitze bildet die Whidbey Wilderness Area und ist nur zu Fuß zu erreichen. Siehe auch die weiter unten verlinkte Karte.

## Geschichte
Auf dem Gebiet des heutigen Parks lebten ursprünglich Aborigines des Nauo/Barngarla-Stammes. Sie lebten von Fleisch, Fisch und heimischen Pflanzen. Es konnten steinerne Fischfallen und frühere Lagerstätten gefunden werden.
Der erste Europäer, der entlang der Küste an die Coffin Bay kam, war der Entdecker Matthew Flinders. Er benannte die Bucht am 16. Februar 1802 nach Sir Isaac Coffin, 1st Baronet. Im frühen 19. Jahrhundert wurde das Gebiet des heutigen Nationalparks für Walfang und -verarbeitung genutzt, was aufgrund der durch den intensiven Fang stark dezimierten Walbestände jedoch nicht von langer Dauer war.
Der anfängliche Kontakt zwischen Aborigines und Europäern war durch Gewalt gekennzeichnet. Von Kangaroo Island aus operierende Robbenfänger entführten Aborigine-Frauen von der Eyre-Halbinsel auf ihre Insel. Infolge der europäischen Besiedlung gab es zahlreiche bewaffnete Auseinandersetzungen.
Von 1847 bis 1974 wurde das Land für Viehwirtschaft mit Rindern, Schafen und Pferden genutzt. Im späten 19. Jahrhundert jagten Pelzjäger Kusus und Derbywallabies.

## Tourismus
Der Park bietet Möglichkeiten zum Angeln, Wandern, Allrad fahren und Vögel beobachten, an den Stränden kann gebadet und gesurft werden. Es gibt mehrere gebührenpflichtige Campingplätze. Auch für den Eintritt in den Park selbst fällt eine Gebühr an.

## Fauna
Der Park ist Heimat vieler Seevögel, unter anderem Weißbauch-Seeadler und Fischadler sowie verschiedene Arten von Albatrossen und Sturmvögeln. Außerdem leben dort Westliche Graue Riesenkängurus, Emus und Goannas. Bis Februar 2004 fanden sich dort zudem Wildpferde, die sogenannten Coffin Bay Ponies, die jedoch in ein Gebiet außerhalb des Nationalparks umgesiedelt wurden. Die den Nationalpark umgebenden Gewässer, in denen unter anderem Delfine und Wale (Südkaper) leben, sind durch den Thorny Passage Marine Park geschützt.

## Flora
Die Freiwilligengruppe Friends of Coffin Bay hilft seit über 20 Jahren, eingeschleppte Pflanzenarten und verwilderte Tiere zu beseitigen, um so die ursprüngliche Vegetation wiederherzustellen.

## Galerie

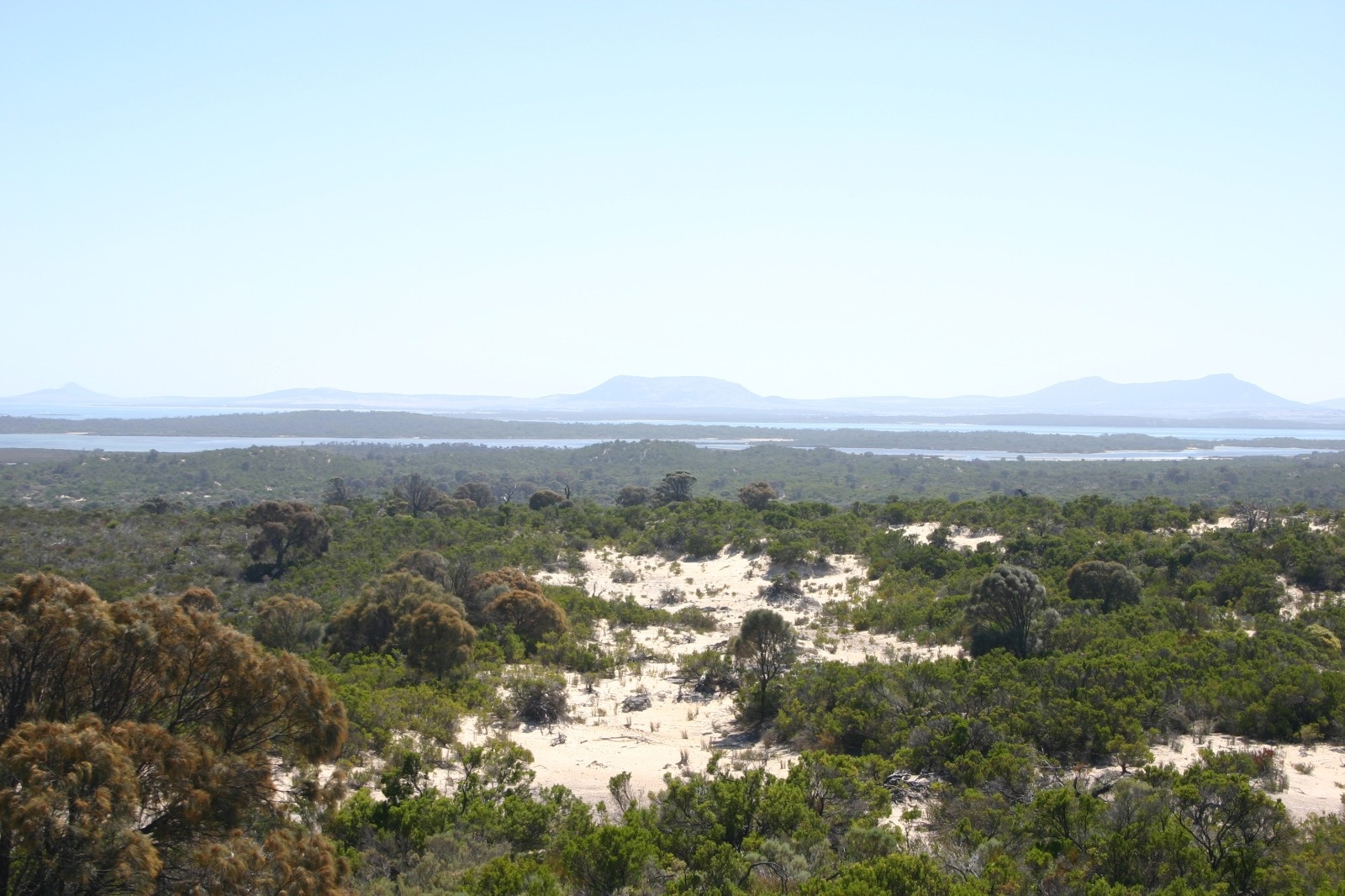
Küstenlandschaft
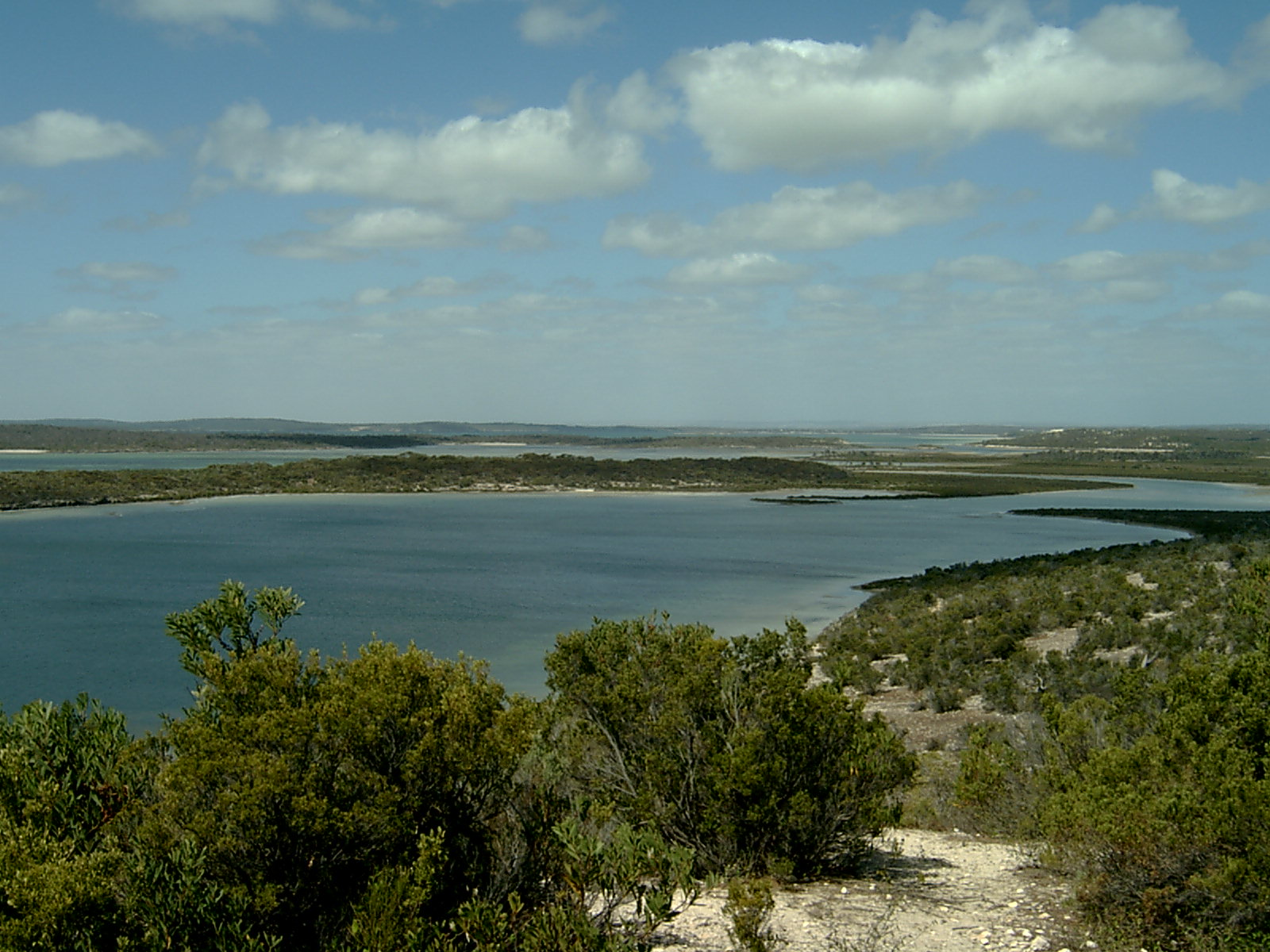
Yangie Bay
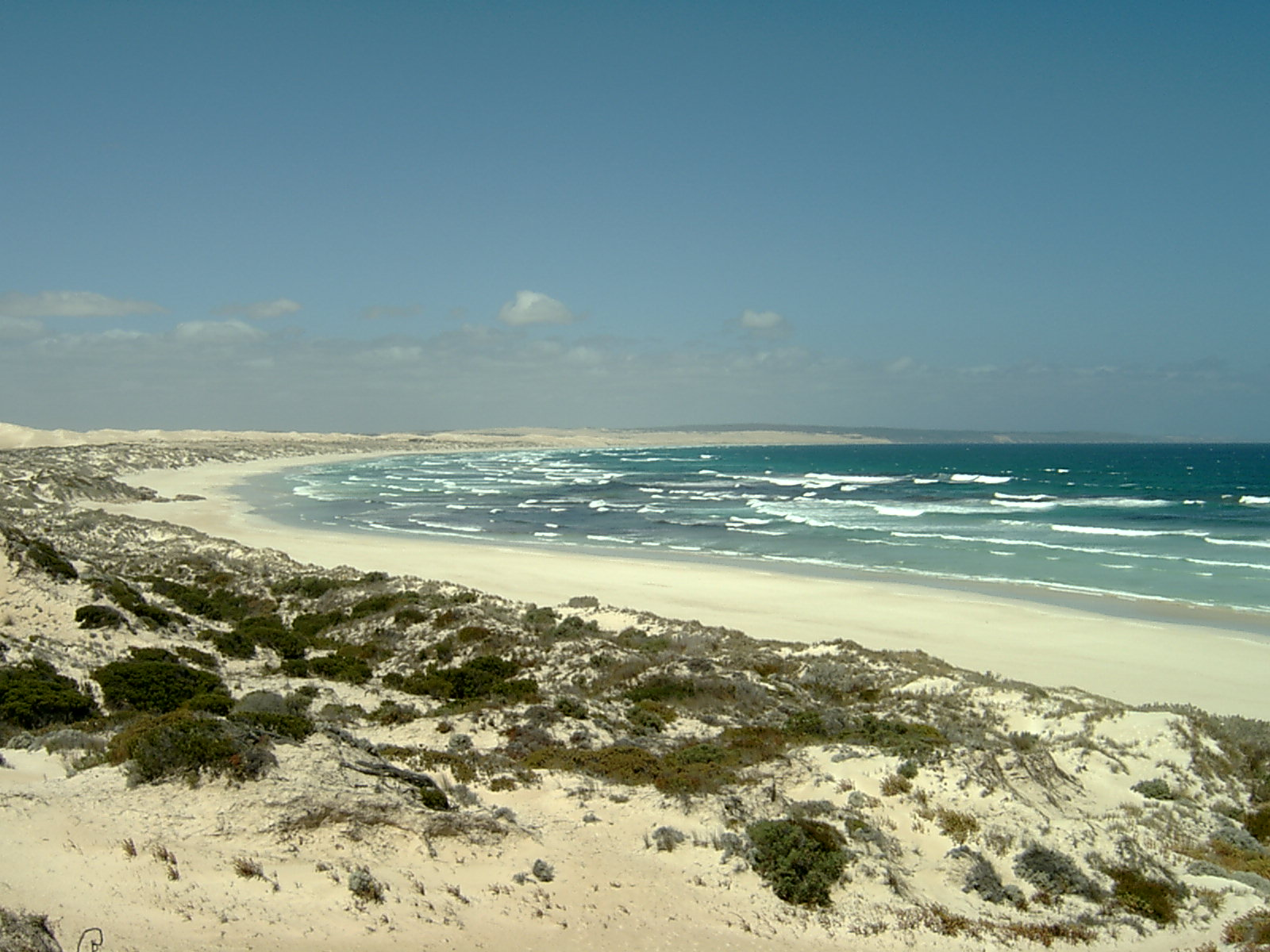
Almonta Beach
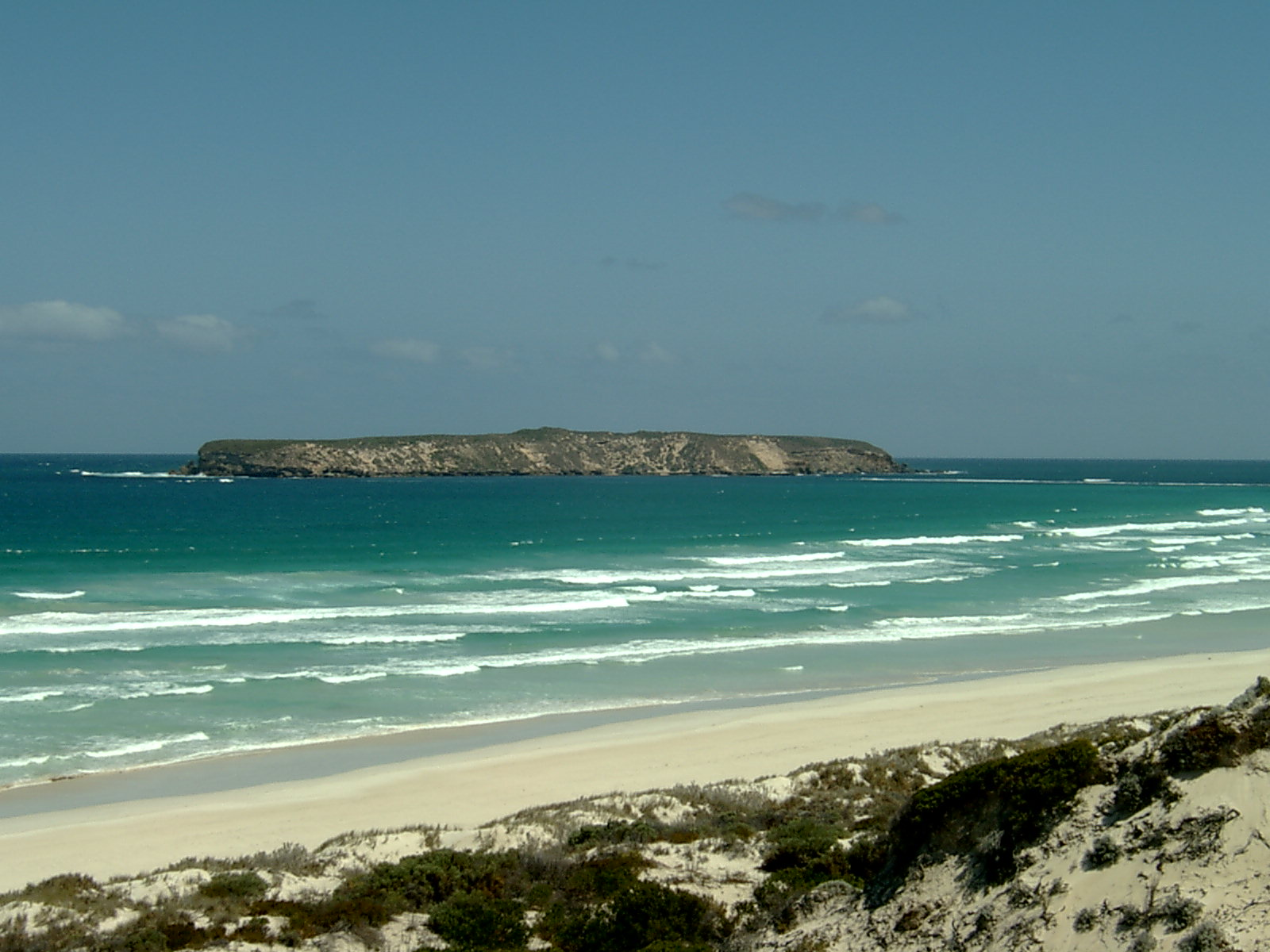
Golden Island vom Almonta Beach aus betrachtet